# Globaliseringsrådet
Globaliseringsrådet er et råd, som har til formål at "rådgive regeringen om en samlet strategi, som skal ruste Danmark til at blive et førende vækst-, viden- og iværksættersamfund". Rådet er henlagt under statsministeriet og blev stiftet den 5. april 2005.
Rådet er sammensat af repræsentanter fra fagforeninger og erhvervsorganisationer og personer fra uddannelses- og forskningsverdenen.
Globaliseringsrådet afsluttede sit arbejde i september 2009.

## Medlemmer af rådet
- Ministre
  - Formand: Statsminister Helle Thorning-Schmidt
  - Næstformand: Økonomi- og erhvervsminister Bendt Bendtsen
  - Finansminister Thor Pedersen
  - Undervisningsminister Bertel Haarder
  - Minister for videnskab, teknologi og udvikling Helge Sander
- Nationalbankdirektør Bodil Nyboe Andersen, Danmarks Nationalbank
- Erhvervs- og arbejdsgiverorganisationer
  - Adm. direktør Hans Skov Christensen, Dansk Industri DI
  - Præsident Peter Gæmelke, Landbrugsraadet
  - Formand Niels Nygaard, Handel, Transport og Serviceerhvervene HTS
  - Formand Poul Erik Pedersen, Dansk Handel & Service
  - Formand Poul Ulsøe, Håndværksrådet
  - Formand Jørgen Vorsholt, Dansk Arbejdsgiverforening DA
- Fagforeninger
  - Formand Hans Jensen, Landsorganisationen i Danmark LO
  - Forbundsformand Thorkild E. Jensen, Dansk Metal
  - Formand Bente Sorgenfrey, Funktionærernes og Tjenestemændenes Fællesråd FTF
  - Formand Sine Sunesen, Akademikernes Centralorganisation AC
- Uddannelse og forskning
  - Professor Niels Egelund, Danmarks Pædagogiske Universitet
  - Direktør Eva Hofman-Bang, Handelsskolen Ishøj-Taastrup
  - Rektor, professor Linda Nielsen, Københavns Universitet
  - Professor Nina Smith, Handelshøjskolen i Århus
- Virksomheder
  - Adm. direktør Jørgen Bardenfleth, Microsoft Danmark
  - Adm. direktør Jørgen Mads Clausen, Danfoss
  - Direktør Ole Jensen, NanoNord A/S
  - Bestyrelsesformand Anders Knutsen, Danisco A/S
  - Adm. direktør Birgit W. Nørgaard, Carl Bro Gruppen
  - Adm. direktør Lars Rebien Sørensen, Novo Nordisk A/S